# Panik
Panik je německá rocková skupina skládající se z dvou členů pocházejících z Neumünsteru, která byla založena v Hamburku v 2007 pod názvem Nevada Tan. Nevada Tan se skládali z 6 členů: David Bonk (kytara, zpěv), Timo "T:mo" Sonnenschein (rap, zpěv), Christian Linke (bass kytara), Frank "Franky" Ziegler (zpěv), Jan Werner (DJ), and Juri Schewe (bicí). V 2008, po rozchodu s managementem, si skupina změnila jméno na Panik. V listopadu 2009, skupinu opustili 4 členové (Franky, Jan, Juri, Linke). Členové David a Timo se ale nevzdali a Panik pokračovala.
20. ledna 2008 Nevada Tan oznámili, že si oficiálně mění název z Nevada Tan na Panik, kvůli nedorozumění se starým managmentem, jehož výsledkem byla změna jejich nahrávací společnosti z Universal Records na Vertigo Records.

## Členové
| Jméno                    | Nástroj              | Datum narození |
| ------------------------ | -------------------- | -------------- |
| David Bonk               | Kytara, klavír, zpěv | 6. února 1988  |
| Timo "T:mo" Sonnenschein | Rap, zpěv            | 20. září 1987  |

## Bývalí členové
| Jméno                  | Nástroj                   | Datum narození     | Panik opustil |
| ---------------------- | ------------------------- | ------------------ | ------------- |
| Frank "Franky" Ziegler | Zpěv                      | 28. dubna 1987     | Leden 2010    |
| Christian Linke        | Bass kytara, kytara, zpěv | 11. března 1987    | Prosinec 2009 |
| Jan Werner             | DJ                        | 1. března 1988     | Leden 2010    |
| Juri Schewe            | Bicí                      | 24. listopadu 1986 | Leden 2010    |
| Max Böhlen             | Bicí                      | neznámé            | 2006-2007     |

## Skupina
Panik spojují prvky rapu s hard rockem – tento žánr se nazývá nu metal. Jejich styl je často porovnáván se stylem Linkin Park, ačkoli se jim to nelíbí. Členové kapeli uvedli, že s nimi hýbe hněv, a že všechny jejich emoce mohou pořádně vyjádřit pouze v jejich mateřském jazyce. Jejich první oficiální vystoupení bylo v The Dome 41 v Mannheimu 2. března 2007. Nevada Tan vystupovali i na největším open air festivalu léta 2007, the Schau nicht weg! (Nedívej se pryč!) koncert, organizovaný BRAVEM a VIVOU, proti školnímu násilí. Koncert se konal 25. srpna 2007. Více než 50 hvězd přišlo podpořit tenhle počin. V publiku bylo až 119 000 diváků. Nevada Tan byli jedni z osmičky hlavních vystupujích, ostatními byli LaFee, Sarah Connor, Bushido, Monrose, Gentleman, MIA. a US5.
V průběhu léta 2007 měli koncert v Paříži a zásluhou nečekaně velkého počtu fanoušků se tam vrátili koncertovat ještě několikrát v září.
Franky, zpěvák, je jediný, který se narodil v jižním Německu, v Heidelbergu. S Linkem se seznámil přes internet. Za účelem setkat se s ostatními, jel do Neumünsteru, a když ho přijali jako člena skupiny, zůstal tam natrvalo. Vedle hudby má ještě rád vaření a jeho přáteli je často nazýván "maminkou skupiny".
Timo je raper. Jeho táta byl bass kytaristou německé skupiny Illegal 2001, takže s hudbou se setkal již jako dítě. Mezi jeho koníčky patří tvorba filmů a hudebních videí. Píseň Neustart je jeho zúčtování s nepřáteli, které měl na střední škole. Stejně jako David je známý tím, že zazlívá svému otci, Fredu Sonnenscheinovi, že se rozvedl s jeho matkou, když mu byl 1 rok. Často mluví o všech těžkostech, kterým musel čelit jako náctiletý, protože se on ani jeho matka nikdy nedočkali žádné podpory ani peněz od jeho otce, dokonce říká, že v patnácti letech pracoval a žil jako velmi chudé dítě v jednopokojovém bytě s jeho maminkou.
David je kytarista a klavírista. On a T:mo jsou nejlepšími přáteli od Davidova prvního dne v mateřské školce (Timo byly 4, David 3). I když chodili na rozdílné školy, zůstali si velmi blízcí. S ostatními členy skupiny se scházeli v Davidově domě, kde diskutovali a trénovali v garáži. Také je známo, že v jeho domě, v suterénu, má David studio, které mu nechali postavit jeho matka a nevlastní otec a dovolili mu tak pokračovat v jeho hudebních kariéře. Píseň So Wie Du je podle jeho otce, který opustil rodinu bez jediného slova a svou manželku podváděl. David je taky znám jako producent nového CD kapely Was Würdest Du Tun?. 28. května 2008 byl odvezen do nemocnice, důvody zůstávají neznámé, v jednom z Panik KYTE videí je ukázaná sanitka, jak Davida odváží pryč. Existují zvěsti, že měl nějaký typ reakce. David nedávno prohlásil během interview s Rock One Magazine, že většinu písní na CD složil on.

"Timo napsal 90% všech textů a nazpíval více než polovinu refrénů na posledním albu, na kterém jsem složil většinu hudby."

Jan je DJ. Kapela řekla, že je velmi pyšná na to, že mají vlastního DJ. Jan byl největší záhadou skupiny, protože ze začátku nosil černou masku, která skrývala jeho obličej kromě očí. Později, v exklusivním photo shootingu pro časopis BRAVO, si svou masku sundal poprvé. Jan řekl, že byl příliš plachý ukázat svůj obličej, jak se kapela stávala slavnější, a že na koncertech bude zůstávat maskovaný, dokud se to nestane jeho značkou. Když se skupina změnila z Nevada Tan na Panik, přestal ji nosit nadobro. Než se Nevada Tan objevili na scéně, Jan trávil čas v chemické laboratoři a řekl, že jestli se něco stane s kapelou, rád se k chemii zase vrátí.
Linke, bass kytarista, se také narodil v Neumünsteru. Je o něm známo, že mluví plynně anglicky a je dychtivý čtenář. Na předloktí má tetování, které říká Edmond Dantès (hlavní postava z Hraběte Monte Crista). Má také tetování na levé straně krku, které říká "Licentia Poetica". Linke si píše své vlastní písničky a dělá coververze od skupin jako je "30 Seconds To Mars" nebo "Incubus". Je první člen, který opustil kapelu po jejich německém turné v prosinci 2009. Odcestoval do USA, kde začal pracovat pro Riot Games. V nedávné době se proslavil jako tvůrce a producent seriálu Arcane.
Juri je bubeník. Ostatní členové kapely ho popisují jako toho nejpracovitějšího z nich všech. Je něco jako "boss" kapely: mluví s nahrávací společností o důležitých rozhodnutích, stará se o finanční a právní záležitosti. Podle Juriho "Davidův obor je internet, Timo dělá filmy a všechno dokumentuje. Jan je náš řidič, Franky náš kuchař a Linke je ten, kdo vždycky vymyslí něco zábavného". Je taky známo, že je velmi chytrý. Jeho celé jméno je Juri Ibo Kaya Schewe. Aktivně plave a miluje puding. V jednom z rozhovorů bylo zmíněno, že Juri se rozhodl převzít školu na bicí.

## Úspěchy v žebříčcích
Skupina úspěšně debutovala v německých žebříčcích: první singl Revolution vstoupil do žebříčků na 15. místě, debutové album Niemand hört dich (Nikdo tě neslyší) dosáhlo 8. místa v album žebříčcích a DVD Niemand hört dich – Live vstoupilo na 10. místě do DVD žebříčků.
Kapela se stala tak populární za tak krátkou chvilku díky velké podpoře časopisu BRAVO a německé hudební televizi VIVA.

## Nevada Tan tour 2007
První turné Nevada Tan se mělo konat od září do listopadu, ale už na začátku se objevily překážky, když jejich předskokani měli autonehodu. Pak, na konci září měli oni sami nehodu na cestě do Celle. Všichni spali kromě Davida, jenž byl jediný, který byl zraněný. David později řekl, že byl z toho v šoku, ale brzy z autobusu vyběhl zkontrolovat ženu, která do tourbusu nabourala. Také řekl, že byl strašně rád, že nebyla žádná těžká zranění a všichni byli v pořádku. Ještě ten den byl propuštěn z nemocnice jen s pár škrábanci ve tváři. Ale byly tu ještě jiné problémy: tourbus musel být opraven a část vybavení byla poškozena. Ale definitivně bylo turné zrušeno, když byla Frankovi diagnostikována laryngitida a většina kapely měla chřipku. Turné bylo postupně dokončeno v prosinci 2007, dokud byly lístky ještě platné.

## Plány do budoucnosti
11. listopadu 2009 bylo na myspace a domovské stránce Panik oficiálně oznámeno, že po jejich prosincovém turné už nebude skupina v tomhle složení pokračovat.
Ve svém Myspace blogu Timo napsal omluvu všem jejich fanouškům:

"Je to pro nás obtížné psát tyto řádky. Doposud to byl dlouhý boj, vyčerpávající cesta a část kapely už nemá sílu takhle pokračovat dál. Bolí to, ale musíme to pochopit a akceptovat. Zásluhou toho jsme nuceni oznámit, že skupina PANIK už nebude v tomto složení pokračovat a turné v prosinci bude poslední turné v Německu. Jako někdo zvenčí toho moc nevíte o hudebním průmyslu. Slyšíte písničku a jestli se vám líbí, tak ji získáte, ať už legálně nebo nelegálně a tohle to pěkně zabalí v mnoha případech. Žijeme ve světě, kde můžete získat písničku zadarmo, ale my nemůžeme žít bez aspoň minima peněz. Co je za každým songem je neznámé nejvíc. Produkce, management, nahrávací společnost, vydavatel a mnoho dalších lidí a věcí. Když se jeden z těchto pilířů ulomí, je pro kapelu obtížné se plně soustředit na hudbu. Je v tom prostě moc politiky; někdy je to nekonečný zápas o to, co chcete dělat. Jenom hudbu. 

 Za vydání tohoto alba jsme bojovali a postavili jsme všechny věci, které jsem nechtěli, stranou. Neprodávali jsme se. Ale s naším postavením a přístupem je nevyhnutelné, že se několik z těch podpůrných pilířů ulomí. Vše, co můžeme říct, je, že ne mnoho kapel si prošlo tím, čím jsme museli my. 
 Množství lidí říkalo, že jsme jako magnet na stinné stránky této branže. Chtěli bychom poděkovat všem lidem, kteří nás v posledních pár letech doprovázeli a stáli v našich řadách věrně až k jádru. S vámi to byl úžasný a neuvěřitelný čas. Jste skvělí. A myslíme si, že se možná cítíte trochu jako my. Jedna éra končí a tahle éra byla unikátní zásluhou vás, lidi. 

 Díky.... Vaši chlapci z PANIK 

 Ah, a pro kristovi rány , pochybné německé časopisy pro mladistvé nám dokonce nedovolují to vysvětlit našim fanouškům jako první. Frank nikdy nebyl v kontaktu s tím časopisem... Děkuju mnohokrát."

Timo a David oznámili, že Panik budou pokračovat.

## Novinky
- Timo uvedl, že jeho pětiminutový film "At second glance" je už hotový, jen se teď rozhoduje, kde by ho měl prezentovat.
- Koncert v Moskvě, který se měl konat 31. 1. 2010 byl odložen na neurčito kvůli problémům s klubem.
- 24. 4. 2010 se bude konat koncert v Paříži v klubu Trabendo. Vystoupit by zde mělo 5 členů "starých" Panik + Tim z Destination Anywhere místo Linkeho.
- David a Timo momentálně pracují na novém albu a písničkách. Jedna z nich by měla být Das Wars Jetzt.

## Diskografie

### Alba
- Niemand hört dich, 20. 4. 2007
- Panik, 25. 9. 2009

### Singly
- Revolution, 30. 3. 2007
- Vorbei, 8. 6. 2007
- Neustart, 24. 8. 2007
- Was Würdest Du Tun?, 15. 2. 2008
- Lass Mich Fallen, 4. 9. 2009
- Es Ist Zeit, 24. 12. 2009

### DVD
- Niemand hört dich Live Heidelberg, 20. 4. 2007